# 藤原敦敏
藤原 敦敏（ふじわら の あつとし）は、平安時代中期の貴族。藤原北家、摂政太政大臣・藤原実頼の嫡男。三蹟の一人藤原佐理の父。

## 経歴
朱雀朝の承平5年（935年）元服。従五位下・右兵衛佐に叙任された後、天慶6年（943年）五位蔵人兼左近衛少将に任ぜられ、天慶8年（945年）父の藤原実頼が右近衛大将から左近衛大将に遷ったことから、敦敏は逆に左近衛少将から右近衛少将に遷る。
天慶9年（946年）4月の朱雀天皇譲位により敦敏は五位蔵人を去るが、村上天皇が即位すると敦敏は五位蔵人に再任される。同年11月の大嘗会では悠紀国司（近江権介）を務めたことから正五位下に昇叙される。天暦元年（947年）11月17日疫病のため卒去。享年30。最終官位は右近衛少将正五位下兼行近江権介。

## 人物・逸話
世間の評判も非常に良かったが、天暦元年（947年）に流行した疫病にかかり、祖父・忠平や左大臣に昇進した直後の父・実頼に先立って早世した。死後東国より敦敏のために献上された馬が届き、それを知った実頼が悲嘆の歌を詠んだという。
敦敏から見れば、菅原道真を失脚させた藤原時平は大伯父であると同時に外祖父にあたる。時平の血を引く者は多くが短命であり、それは道真の怨霊によるものだと喧伝されたが、敦敏も例外ではなかった。
藤原北家の嫡男でありながら、祖父や父達の影に隠れ政治的には目立たなかったが、『後撰和歌集』に和歌が1首残っている。

## 官歴
- 承平5年（935年） 12月2日：元服[6]
- 時期不詳：従五位下。右兵衛佐[7]。兼近江権介
- 天慶6年（943年） 正月14日：五位蔵人[7]。日付不詳：左近衛少将[8]
- 時期不詳：従五位上
- 天慶8年（945年） 11月25日：右近衛少将（父実頼転左大将故也）[8]
- 天慶9年（946年） 4月20日：去五位蔵人（譲位）。4月26日：五位蔵人[7]。5月1日：見兼近江介[9]。11月19日：正五位下（大嘗会、悠紀国司）[8]
- 天暦元年（947年） 11月17日：卒去（右近衛少将正五位下兼行近江権介）[10]

## 系譜
- 父：藤原実頼
- 母：藤原時平の娘
- 妻：藤原元名の娘
  - 男子：藤原佐理（944-998）
  - 女子：藤原為光室
- 生母不詳の子女
  - 女子：章明親王妃
  - 女子：藤原高光室